# Église Saint-Maximilien de Celje
L'église Saint-Maximilien est une église catholique du diocèse de Celje située à Celje, en Slovénie.

## Historique et architecture
L'église a été construite au XVe siècle, a l'endroit même où, en 184 de notre ère, est mort en martyr l'évêque Maximilien.
A travers les siècles, l'église a été reconstruite et rehaussée plusieurs fois. Elle a acquis son apparence actuelle lors de la deuxième moitié du XIXe siècle. Au XVIe siècle, le chapelain Primož Trubar y a passé du temps. Un buste à son effigie le rappelle. Il se trouve à côté de l'église et est l'œuvre du sculpteur Boris Kalin (1950).
A proximité de l'église, se trouve également la chapelle de Maximilien (XVIIe siècle).